# لويس باركر (سياسي أمريكي)
لويس باركر (بالإنجليزية: Lewis Parker)‏ هو سياسي أمريكي، ولد في 30 يونيو 1928 في غرينفيل في الولايات المتحدة، وتوفي في 29 يناير 2011 في ريتشموند في الولايات المتحدة. نشط حزبياً في الحزب الديمقراطي. وقد انتخب عضو مجلس نواب فرجينيا.